# 杨兴乡 (阳曲县)
杨兴乡，是中华人民共和国山西省太原市阳曲县下辖的一个乡镇级行政单位。

## 行政区划
杨兴乡下辖以下地区：
杨兴村、水头村、坪里村、鄯都村、石槽村、温川村、杨家掌村和贾家庄村。